# Автоматичен оператор
В телефонията автоматичният оператор (АО)  позволява на звънящите клиенти да бъдат автоматично прехвърлени към вътрешен телефон без човешка интервенция на телефонен оператор. Много автоматични оператори предлагат система от просто меню ("за отдел продажби натиснете 1, за отдел услуги натиснете 2, и т.н.). Автоматичният оператор може да позволи на обаждащия се да се свърже за реален разговор с оператор, чрез набиране на номер, обикновено в българия 6 или 9, другаде 0. Обикновено автоматичният оператор е включен в бизнес телефонна система като офисна телефонна централа, но някои услуги позволяват на бизнесите да ползват автоматичният оператор дори без такава система. Модерните услуги с автоматичен оператор (които днес се припокриват с по-сложните Интерактивни системи за гласови отговори) могат да насочват / рутират обаждания към мобилни телефони, VoIP виртуални телефонии, други АО/ИСГО, или други локации, използвайки традиционните наземни телефонни линии.